# Bayer-Kaufhaus

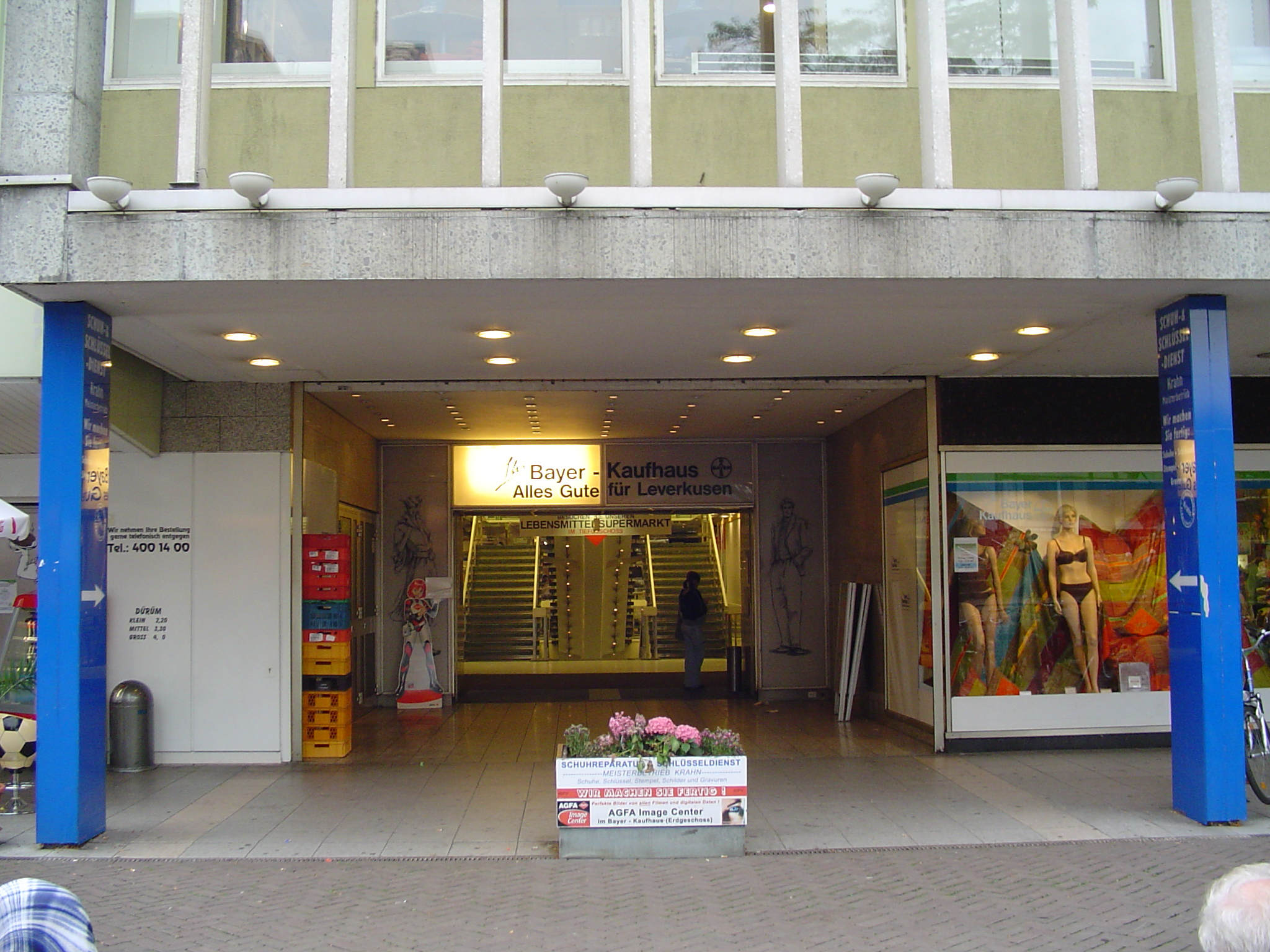
Hoofdingang van de hoofdvestiging

Onder de naam Bayer-Kaufhaus exploiteerde Bayer AG van 1897 tot  2007 warenhuizen in Leverkusen.

## Hoofdvestiging
De hoofdvestiging was centraal in de voetgangerszone in Wiesdorf gelegen, niet ver van het raadhuis. Het werd in 1911 gebouwd. Nadat het beschadigd was in de Tweede Wereldoorlog, werd het pand in 1959 herbouwd met een plat dak. Naast een levensmiddelenafdeling waren er de typische warenhuisafdelingen.
Op 22 december 2007 sloot de hoofdvestiging om 14.00 uur definitief de deuren. Het werd gesloopt in januari 2008 om plaats te maken voor een nieuw winkelcentrum van de ECE-Groep.

## Andere filialen
Tot in de jaren 1990 waren er ook nog kleinere Bayer-warenhuizen in Wiesdorf (bij de Bayer-fabriek) en in de stadsdelen Schlebusch, Steinbüchel, Küppersteg, Opladen en Alkenrath. Ook was er een filiaal in Keulen-Flittard. Deze kleine filialen boden alleen een compleet levensmiddelenassortiment aan. Door economische problemen werden de supermarkten aan de Spar-groep verkocht. Maar ook de nieuwe eigenaar kon de winkels niet winstgevend exploiteren, waardoor Spar na enkele jaren afscheid nam van de supermarkten. De winkelruimtes werden deels doorverhuurd. De winkelruimte in Alkenrath werd gesloopt en vervangen door een filiaal van Plus.